# 伊万娜·布拉托维奇
伊万娜·布拉托维奇（1994年10月12日—），蒙特內哥羅女子高山滑雪运动员，生于貝拉內。她代表蒙特內哥羅参加了2014年冬季奧林匹克運動會女子曲道项目，是冬季奥林匹克运动会上蒙特內哥羅派出的第一位女子运动员。